# パット・ホワイト
パット・ホワイト（Pat White 1986年2月25日- ）はアラバマ州ダフネ出身の元アメリカンフットボール選手・コーチ。また野球選手として、カンザスシティ・ロイヤルズ傘下のマイナーリーグチームにも所属していた。

## 経歴

### プロ入りまで
高校時代には州の「ミスター・フットボール」投票で3位となったことがある。3年次には1905ヤードを走り、31タッチダウンをあげた。またパスでも1488ヤードを投げて15タッチダウンをあげている。野球でも投手と外野手を務めた。
彼はウェストバージニア大学、オーバーン大学、ケンタッキー大学、ルイジアナ州立大学、ミシシッピ州立大学、ヴァンダービルト大学のいずれかへ進学することを望んだが、クォーターバックとしてのチャンスを彼に約束した唯一の大学、ウェストバージニア大学に入学した。
2004年のMLBドラフト4巡でアナハイム・エンゼルスから指名されていたが、カレッジフットボールを続けるためにこれを断っている。当初、アダム・ベドナリクと併用された。ベドナリクが負傷したルイビル大学戦では途中出場し、トリプルオーバータイムの末、46-44で勝利した。この試合ではチームメートのスティーブ・スレイトンがビッグ・イースト・カンファレンス記録となる6タッチダウンをあげた。カンファレンスを制したチームはシュガーボウルへの出場権を獲得しジョージア大学と対戦した。試合はハリケーン・カトリーナの影響でルイジアナ・スーパードームが使用できなくなっていたため、敵地とも言えるジョージアドームで行われたが彼は77ヤードのラン、120ヤードのパスで1タッチダウンをあげ、チームは38-35で勝利した。この年彼は828ヤードを投げて8タッチダウン、952ヤードを走って9タッチダウンをあげた。
2006年、彼は1655ヤードを投げて13タッチダウン、1219ヤードを走り18タッチダウンをあげて、カンファレンスの最優秀攻撃選手に選ばれた。この年のピッツバーグ大学戦ではランで204ヤード、2タッチダウン、パスで220ヤード、2タッチダウンをあげた。同じ試合にラン、パスで200ヤード以上獲得したのはNCAA史上8人目のことであった。ジョージア工科大学とのゲイターボウルでは第3Q途中、18点リードを許したがその後21点を連取して38-35で逆転勝利し彼がMVPに選ばれた。これらの活躍で、2007年5月8日、アラバマ州の最優秀アスリートに選ばれた。
2007年勝てばボウル・チャンピオンシップ・シリーズ出場となるピッツバーグ大学戦で親指を負傷し、試合の大部分を欠場、ファンブルやFG失敗などミスが相次ぎ、第4Qに敵陣へ2度ボールを進めた際に試合に復帰したが、いずれも4ダウンギャンブルに失敗、試合に敗れた。チームはフィエスタボウルに出場、オクラホマ大学と対戦し、彼は176ヤードを投げて2タッチダウン、150ヤードを走り、48-28で勝利した。
2008年のヴィラノヴァ大学との開幕戦ではパス33本中25本を成功、208ヤードを投げて、自己ベストの5タッチダウンをあげた。これはマーク・バルジャーが1998年に作った6タッチダウンに次ぐ大学史上2位タイの記録であった。この年、ルイビル大学戦でブラッド・スミスが持っていたNCAA1部校のQBのラッシング記録を更新した。また同じく10年前にドノバン・マクナブが作ったカンファレンス記録である通算96タッチダウンを更新する98タッチダウンをあげた。Meineke Car Care Bowlで、ノースカロライナ大学を破り4年連続でボウルゲームに勝利、3年連続MVPに選ばれた。この年彼は274本中180本を成功、1844ヤードを投げて21タッチダウン、7インターセプト、ラン180回で974ヤードを走り8タッチダウンをあげた。
大学4年間で、パスでは6051ヤードを投げて56タッチダウン、ランでは4480ヤードを走り、47タッチダウンの数字を残した。またNCAA史上6位となる34勝をあげた。こうした活躍を見せたものの、彼はオールアメリカンには選ばれなかった。またカレッジフットボール殿堂の対象となっていない。
ドラフト前に彼はシニアボウルに招待されてMVPを獲得した。NFLネットワークのマイク・メイヨックは彼のドラフト2巡目の指名を予想した。またESPNのメル・カイパーは彼をこの年5番目に評価の高いQBとした。

### マイアミ・ドルフィンズ
マイアミ・ドルフィンズから2009年のNFLドラフト2巡目で指名された。彼を指名した後、ドルフィンズのゼネラルマネージャーのジェフ・アイルランドは彼をチャド・ペニントン、チャド・ヘニーと先発の座を争わせること、彼のスピードを生かし、ワイルドキャット隊形での起用をしたい考えを示した。8月1日、4年間450万ドル（240万ドルの保障つき）で契約を結んだ。プレシーズン第1週のジャクソンビル・ジャガーズ戦ではパス7本中2本成功、14ヤードの獲得、1インターセプト、6回のランで20ヤードの獲得であった。プレシーズン第2週のカロライナ・パンサーズ戦ではラン7回31ヤード、レシーブ3回で43ヤード、1タッチダウンをあげた。第9週のニューイングランド・ペイトリオッツ戦ではオプションプレーで33ヤードを獲得した。12月21日の試合で3回のパスを投げたがいずれも不成功、ランで54ヤードを走った。翌年1月3日のピッツバーグ・スティーラーズ戦で相手守備選手のアイク・テイラーとヘルメット同士がぶつかり合うヒットを受けて、意識不明となりフィールドの外へ運ばれて病院に送られたが翌日に退院した。このシーズン、ワイルドキャット隊形でのプレーで、13試合に出場したもののパス5本中1本も成功させることができなかった。ランでは21回のキャリーで81ヤードを走った。
2010年9月4日、チームよりカットされた。

### その後
ドルフィンズをカットされた直後の9月10日、カンザスシティ・ロイヤルズとマイナー契約を結び、秋の教育リーグに参加したが2011年3月9日、野球からの引退を表明した。
2011年6月28日、ユナイテッド・フットボール・リーグ（UFL）のバージニア・デストロイヤーズと契約を結んだ。
2013年4月、ワシントン・レッドスキンズと契約を結んだ。9月14日、レッドスキンズからウェーバーされた。
2014年3月27日にCFLのエドモントン・エスキモーズと契約した。 
2015年3月20日に引退を表明した。
引退後は2018年4月18日にアルコーン州立大学アメリカンフットボール部のQBコーチに就任し、
2020年1月2日に南フロリダ大学アメリカンフットボール部のランニングバックコーチに就任した。しかし1年で退任した。2021年はアラバマ州立大学のQBコーチを務めた。2022年からはロサンゼルス・チャージャーズのオフェンシブアシスタントを務める。

## 人物
これまでにMLBドラフトで4回指名を受けており（エンゼルスから2回、シンシナティ・レッズから1回、ニューヨーク・ヤンキースから1回）、2009年にはニューヨーク・ヤンキースから指名された。
2011年、ホワイトがドラフト指名を受けた当時、マイアミ・ドルフィンズのフットボール部門副代表だったビル・パーセルズは彼を指名したことは失敗だったと述べた。